# Bernd Schiller
Bernd Schiller (* 1968 in Memmingen) ist ein deutscher Filmproduzent, der gemeinsam mit Ewa Karlström und Andreas Ulmke-Smeaton das Produktionsunternehmen SamFilm leitet.

## Leben
Bernd Schiller studierte von 1989 bis 1993 in München Betriebswirtschaftslehre, Schwerpunkt Marketing, und ist nach Stationen bei Universum Film und zehnjähriger Leitung seiner Filmmarketingagentur seit 2008 für Ewa Karlström und Andreas Ulmke-Smeaton tätig, seit 2015 als Geschäftsführer der Alias Entertainment GmbH, in der die Merchandising-Lizenzen an den Kinoproduktionen von SamFilm gebündelt werden und er unter anderem als Verleger für die Etablierung der OSTWIND-Romanreihe verantwortlich zeichnet. Als Associate Producer war er bei den Kinofilmen „Fünf Freunde 4“, „Ostwind 2 & 3“ oder „Die wilden Kerle – Die Legende lebt“ aktiv, danach als Co-Produzent („Gestüt Hochstetten“, „Fünf Freunde und das Tal der Dinosaurier“), seit 2018 ist Bernd Schiller Geschäftsführer und Produzent der SamFilm GmbH.
Bernd Schiller ist Mitglied der Deutschen Filmakademie.

## Filmographie
- 2015: Fünf Freunde 4
- 2015: Ostwind 2
- 2016: Die wilden Kerle – Die Legende lebt
- 2016: Verrückt nach Fixi
- 2017: Maria Mafiosi (als Koproduzentin)
- 2017: Ostwind – Aufbruch nach Ora
- 2017: Trakehnerblut (Fernsehserie)
- 2018: Fünf Freunde und das Tal der Dinosaurier
- 2019: Ostwind – Aris Ankunft
- 2021: Ostwind – Der große Orkan
- 2022: Der junge Häuptling Winnetou
- 2023: WOW! Nachricht aus dem All
- 2025: Ein Mädchen namens Willow